# Silvestre Varela
Silvestre Manuel Gonçalves Varela (Almada, 2 febbraio 1985) è un allenatore di calcio ed ex calciatore portoghese, di ruolo attaccante, vice allenatore del Porto B.

## Carriera

### Giocatore

#### Club

##### Sporting Lisbona e prestiti
Il giocatore inizia la sua carriera nello Sporting Lisbona, venendo integrato in prima squadra per la stagione 2003-2004, in cui però non colleziona alcuna presenza. Viene ceduto in prestito al Casa Pia, con cui disputa una buona stagione realizzando 11 reti. Nel 2005 torna allo Sporting, ma anche nella stagione 2005-2006 non trova un posto nella rosa, entrando soltanto in due spezzoni di gara. Viene nuovamente ceduto in prestito, questa volta al Vitoria Setubal, con cui gioca 45 incontri segnando 4 reti. La stagione successiva viene nuovamente ceduto in prestito, questa volta in Spagna al Recreativo Huelva, che allora militava in Primera Division. Qui colleziona 22 presenze

##### Estrela Amadora, Porto, West Bromwich e Parma
Viene ceduto definitivamente all'Estrela Amadora nel 2008 con cui realizza 5 gol. Nonostante questi gol e le 28 presenze, la squadra portoghese retrocede in Segunda Liga. Nel 2009 viene acquistato dal Porto. Nelle prime sue due stagione realizza 18 gol in 44 presenze totali. Conclude l'esperienza al Porto nel 2014 con un totale di 31 reti realizzate in 115 presenze. Viene ceduto in prestito al WBA per la stagione 2014-2015, segnando 1 solo gol in 7 presenze. Viene ceduto nel gennaio 2015 al Parma, con cui realizza 3 gol in 19 presenze, ma nonostante ciò gli emiliani retrocedono in Serie B.

##### Kayserispor
Dopo aver collezionato sole 7 presenze nella stagione 2016-2017 con il Porto, ha concluso il suo legame di sette anni e mezzo con il club il 20 gennaio 2017, data in cui sarà ceduto per 500.000 euro dal Kayserispor, club della Süper Lig turca.

##### Belenenses SAD
l'8 ottobre 2019, dopo esser rimasto svincolato, Varela è tornato nella massima serie del suo paese, unendosi al Belenenses SAD con un contratto valido fino al termine della stagione. Il luglio successivo firmò per un'altra stagione, venendo addirittura nominato capitano della squadra.

##### Ritorno al Porto
Il 20 luglio 2021, Varela ritornerà al Porto; il giocatore 36enne è stato acquistato per portare esperienza e di mostrare conoscenza alla squadra B del club. Segnò all'esordio nel match casalingo pareggiato per 2-2 contro il CD Trofense.

#### Nazionale
Varela colleziona 46 presenze e 14 gol nelle nazionali giovanili del Portogallo.
Esordisce con la nazionale maggiore nel 2010.

## Statistiche

### Presenze e reti nei club
Statistiche aggiornate al 20 settembre 2015.
| Stagione               | Squadra                | Campionato             | Campionato | Campionato | Coppe nazionali | Coppe nazionali | Coppe nazionali | Coppe continentali | Coppe continentali | Coppe continentali | Altre coppe | Altre coppe | Altre coppe | Totale | Totale |
| Stagione               | Squadra                | Comp                   | Pres       | Reti       | Comp            | Pres            | Reti            | Comp               | Pres               | Reti               | Comp        | Pres        | Reti        | Pres   | Reti   |
| ---------------------- | ---------------------- | ---------------------- | ---------- | ---------- | --------------- | --------------- | --------------- | ------------------ | ------------------ | ------------------ | ----------- | ----------- | ----------- | ------ | ------ |
| 2005-2006              | Sporting Lisbona       | PL                     | 2          | 0          | CP              | 0               | 0               | UCL+CU             | 0+2                | 0+0                |             | -           | -           | 4      | 0      |
| 2005-2006              | Vitória                | PL                     | 15         | 2          | CP              | 4               | 2               |                    | -                  | -                  |             | -           | -           | 19     | 4      |
| 2006-2007              | Vitória                | PL                     | 30         | 2          | CP              | 1               | 0               | CU                 | 2                  | 0                  | SP          | 1           | 0           | 34     | 2      |
| Totale Vitoria Setubal | Totale Vitoria Setubal | Totale Vitoria Setubal | 45         | 4          |                 | 5               | 2               |                    | 2                  | 0                  |             | 1           | 0           | 53     | 6      |
| 2007-2008              | Recreativo Huelva      | PD                     | 22         | 0          | CR              | 2               | 0               |                    | -                  | -                  |             | -           | -           | 24     | 0      |
| 2008-2009              | Estrela Amadora        | PL                     | 28         | 5          | CP+CdL          | 5+1             | 1+2             |                    | -                  | -                  |             | -           | -           | 34     | 8      |
| 2009-2010              | Porto                  | PL                     | 18         | 8          | CP+CdL          | 3+2             | 1+1             | UCL                | 5                  | 1                  | SP          | 1           | 0           | 29     | 11     |
| 2010-2011              | Porto                  | PL                     | 26         | 10         | CP+CdL          | 5+0             | 2+0             | UEL                | 12                 | 1                  | SP          | 1           | 0           | 44     | 13     |
| 2011-2012              | Porto                  | PL                     | 21         | 3          | CP+CdL          | 2+3             | 1+1             | UCL+UEL            | 6+2                | 0+1                | SP+SU       | 1+1         | 0+0         | 36     | 6      |
| 2012-2013              | Porto                  | PL                     | 25         | 5          | CP+CdL          | 1+3             | 0+0             | UCL                | 8                  | 2                  | SP          | 1           | 0           | 38     | 7      |
| 2013-2014              | Porto                  | PL                     | 25         | 5          | CP+CdL          | 6+4             | 4+1             | UCL+UEL            | 6+6                | 0+1                | SP          | 1           | 0           | 48     | 11     |
| 2014-2015              | West Bromwich          | PL                     | 7          | 1          | FACup+CdL       | 1+1             | 0+0             |                    | -                  | -                  |             | -           | -           | 9      | 1      |
| gen.-giu. 2015         | Parma                  | A                      | 19         | 3          | CI              | 1               | 0               |                    | -                  | -                  |             | -           | -           | 20     | 3      |
| 2015-2016              | Porto                  | PL                     | 22         | 3          | CP+CdL          | 5+3             | 0+0             | UCL+UEL            | 1+2                | 0+0                |             | -           | -           | 33     | 3      |
| 2016-gen.2017          | Porto                  | PL                     | 4          | 0          | CP+CdL          | 1+1             | 0+0             | UCL                | 1                  | 0                  | -           | -           | -           | 7      | 0      |
| Totale Porto           | Totale Porto           | Totale Porto           | 141        | 34         |                 | 39              | 11              |                    | 49                 | 6                  |             | 6           | 0           | 235    | 51     |
| gen.-giu. 2017         | Kayserispor            | SL                     | 15         | 0          | TK              | 2               | 0               | -                  | -                  | -                  | -           | -           | -           | 17     | 0      |
| 2017-2018              | Kayserispor            | SL                     | 8          | 2          | TK              | 3               | 0               | -                  | -                  | -                  | -           | -           | -           | 11     | 2      |
| 2018-2019              | Kayserispor            | SL                     | 32         | 1          | TK              | 4               | 1               | -                  | -                  | -                  | -           | -           | -           | 36     | 2      |
| Totale Kayserispor     | Totale Kayserispor     | Totale Kayserispor     | 55         | 3          |                 | 9               | 1               |                    | -                  | -                  |             | -           | -           | 64     | 4      |
| 2019-2020              | Belenenses             | PL                     | 21         | 3          | CP+CdL          | 1+0             | 0+0             | -                  | -                  | -                  | -           | -           | -           | 22     | 3      |
| 2020-2021              | Belenenses             | PL                     | 31         | 0          | CP+CdL          | 2+0             | 0+0             | -                  | -                  | -                  | -           | -           | -           | 33     | 0      |
| Totale Belenenses      | Totale Belenenses      | Totale Belenenses      | 52         | 3          |                 | 3               | 0               |                    | -                  | -                  |             | -           | -           | 55     | 3      |
| 2021-2022              | Porto B                | SL                     | 30         | 4          | -               | -               | -               | -                  | -                  | -                  | -           | -           | -           | 30     | 4      |
| 2022-2023              | Porto B                | SL                     | 11         | 0          | -               | -               | -               | -                  | -                  | -                  | -           | -           | -           | 11     | 0      |
| Totale Porto B         | Totale Porto B         | Totale Porto B         | 41         | 4          |                 | -               | -               |                    | -                  | -                  |             | -           | -           | 41     | 4      |
| Totale carriera        | Totale carriera        | Totale carriera        | 412        | 57         |                 | 67              | 18              |                    | 53                 | 6                  |             | 7           | 0           | 539    | 81     |

### Cronologia presenze e reti in nazionale
| Cronologia completa delle presenze e delle reti in nazionale ― Portogallo | Cronologia completa delle presenze e delle reti in nazionale ― Portogallo | Cronologia completa delle presenze e delle reti in nazionale ― Portogallo | Cronologia completa delle presenze e delle reti in nazionale ― Portogallo | Cronologia completa delle presenze e delle reti in nazionale ― Portogallo | Cronologia completa delle presenze e delle reti in nazionale ― Portogallo | Cronologia completa delle presenze e delle reti in nazionale ― Portogallo | Cronologia completa delle presenze e delle reti in nazionale ― Portogallo |
| Data                                                                      | Città                                                                     | In casa                                                                   | Risultato                                                                 | Ospiti                                                                    | Competizione                                                              | Reti                                                                      | Note                                                                      |
| ------------------------------------------------------------------------- | ------------------------------------------------------------------------- | ------------------------------------------------------------------------- | ------------------------------------------------------------------------- | ------------------------------------------------------------------------- | ------------------------------------------------------------------------- | ------------------------------------------------------------------------- | ------------------------------------------------------------------------- |
| 3-3-2010                                                                  | Coimbra                                                                   | Portogallo                                                                | 2 – 0                                                                     | Cina                                                                      | Amichevole                                                                | -                                                                         | 63’                                                                       |
| 8-10-2010                                                                 | Porto                                                                     | Portogallo                                                                | 3 – 1                                                                     | Danimarca                                                                 | Qual. Euro 2012                                                           | -                                                                         | 88’                                                                       |
| 26-3-2011                                                                 | Leiria                                                                    | Portogallo                                                                | 1 – 1                                                                     | Cile                                                                      | Amichevole                                                                | 1                                                                         | 62’                                                                       |
| 4-6-2011                                                                  | Lisbona                                                                   | Portogallo                                                                | 1 – 0                                                                     | Norvegia                                                                  | Qual. Euro 2012                                                           | -                                                                         | 86’                                                                       |
| 10-8-2011                                                                 | Faro                                                                      | Portogallo                                                                | 5 – 0                                                                     | Lussemburgo                                                               | Amichevole                                                                | -                                                                         | 57’                                                                       |
| 26-5-2012                                                                 | Leiria                                                                    | Portogallo                                                                | 0 – 0                                                                     | Macedonia                                                                 | Amichevole                                                                | -                                                                         | 73’                                                                       |
| 9-6-2012                                                                  | Leopoli                                                                   | Germania                                                                  | 1 – 0                                                                     | Portogallo                                                                | Euro 2012 - 1º turno                                                      | -                                                                         | 80’                                                                       |
| 13-6-2012                                                                 | Leopoli                                                                   | Danimarca                                                                 | 2 – 3                                                                     | Portogallo                                                                | Euro 2012 - 1º turno                                                      | 1                                                                         | 84’                                                                       |
| 27-6-2012                                                                 | Donec'k                                                                   | Portogallo                                                                | 0 – 0 dts (2 – 4 dtr)                                                     | Spagna                                                                    | Euro 2012 - Semifinale                                                    | -                                                                         | 113’                                                                      |
| 15-8-2012                                                                 | Faro                                                                      | Portogallo                                                                | 2 – 0                                                                     | Panama                                                                    | Amichevole                                                                | -                                                                         | 61’                                                                       |
| 7-9-2012                                                                  | Lussemburgo                                                               | Lussemburgo                                                               | 1 – 2                                                                     | Portogallo                                                                | Qual. Mondiali 2014                                                       | -                                                                         | 46’ 86’                                                                   |
| 11-9-2012                                                                 | Braga                                                                     | Portogallo                                                                | 3 – 0                                                                     | Azerbaigian                                                               | Qual. Mondiali 2014                                                       | 1                                                                         | 63’                                                                       |
| 12-10-2012                                                                | Mosca                                                                     | Russia                                                                    | 1 – 0                                                                     | Portogallo                                                                | Qual. Mondiali 2014                                                       | -                                                                         | 67’                                                                       |
| 16-10-2012                                                                | Porto                                                                     | Portogallo                                                                | 1 – 1                                                                     | Irlanda del Nord                                                          | Qual. Mondiali 2014                                                       | -                                                                         | 61’                                                                       |
| 14-11-2012                                                                | Libreville                                                                | Gabon                                                                     | 2 – 2                                                                     | Portogallo                                                                | Amichevole                                                                | -                                                                         | 67’                                                                       |
| 6-2-2013                                                                  | Guimarães                                                                 | Portogallo                                                                | 2 – 3                                                                     | Ecuador                                                                   | Amichevole                                                                | -                                                                         | 62’                                                                       |
| 22-3-2013                                                                 | Tel Aviv                                                                  | Israele                                                                   | 3 – 3                                                                     | Portogallo                                                                | Qual. Mondiali 2014                                                       | -                                                                         | 60’                                                                       |
| 26-3-2013                                                                 | Baku                                                                      | Azerbaigian                                                               | 0 – 2                                                                     | Portogallo                                                                | Qual. Mondiali 2014                                                       | -                                                                         | 73’                                                                       |
| 10-6-2013                                                                 | Ginevra                                                                   | Croazia                                                                   | 0 – 1                                                                     | Portogallo                                                                | Amichevole                                                                | -                                                                         | 85’                                                                       |
| 15-10-2013                                                                | Coimbra                                                                   | Portogallo                                                                | 3 – 0                                                                     | Lussemburgo                                                               | Qual. Mondiali 2014                                                       | 1                                                                         |                                                                           |
| 5-3-2014                                                                  | Leiria                                                                    | Portogallo                                                                | 5 – 1                                                                     | Camerun                                                                   | Amichevole                                                                | -                                                                         | 69’                                                                       |
| 31-5-2014                                                                 | Oeiras                                                                    | Portogallo                                                                | 0 – 0                                                                     | Grecia                                                                    | Amichevole                                                                | -                                                                         | 70’                                                                       |
| 6-6-2014                                                                  | Foxborough                                                                | Messico                                                                   | 0 – 1                                                                     | Portogallo                                                                | Amichevole                                                                | -                                                                         | 58’                                                                       |
| 10-6-2014                                                                 | East Rutherford                                                           | Irlanda                                                                   | 1 – 5                                                                     | Portogallo                                                                | Amichevole                                                                | -                                                                         | 73’                                                                       |
| 22-6-2014                                                                 | Manaus                                                                    | Stati Uniti                                                               | 2 – 2                                                                     | Portogallo                                                                | Mondiali 2014 - 1º turno                                                  | 1                                                                         | 69’                                                                       |
| 26-6-2014                                                                 | Brasilia                                                                  | Portogallo                                                                | 2 – 1                                                                     | Ghana                                                                     | Mondiali 2014 - 1º turno                                                  | -                                                                         | 61’                                                                       |
| 16-6-2015                                                                 | Ginevra                                                                   | Italia                                                                    | 0 – 1                                                                     | Portogallo                                                                | Amichevole                                                                | -                                                                         | 76’                                                                       |
| Totale                                                                    |                                                                           | Presenze                                                                  | 27                                                                        |                                                                           | Reti                                                                      | 5                                                                         |                                                                           |

## Palmarès

### Club

#### Competizioni nazionali
- Campionato portoghese: 2

Porto: 2010-2011, 2011-2012
- Coppa del Portogallo: 2

Porto: 2009-2010, 2010-2011
- Supercoppa di Portogallo: 2

Porto: 2009, 2010

#### Competizioni internazionali
- UEFA Europa League: 1

Porto: 2010-2011